# 天結Castle Meister
《天結Castle Meister》是Eushully於2017年5月26日发售的戰略角色扮演類型成人遊戲，Eushully第18部作品。

## 故事
アヴァロ是善長建設、修復迷宮和築城的「鍛梁師」，因替インフルース王国調査遺跡而被巻入崩塌事故之中，機縁巧遇正在魔石中沉睡的「結縁神」フィア並意外解開封印，由此展開往インフルース王国的聖地「神響の霞廊」之旅。

## 登場人物
アヴァロ
声 - 井伊筋肉
本作的主人公。半精靈的鍛梁師，頭髪一部分的顔色不同，以機軸鎚為武器。
フィア
声 - 沢澤砂羽
在インフルース王国的遺跡内部沉睡的「結縁神」(自稱)，使用弓，善於遠距離支援，以前往インフルース王国的聖地「神響の霞廊」為目標。
キスニル・カグリ
声 - 神代岬
人類，インフルース王国的龍鱷騎士團三等客將，為人正直，作為聖騎士以刀劍為武器。
イオル
声 - 青梅ゆづる
貓類獸人族，出身於インフルース王国西的天枯断層（獣斥の谷），為了與義姊妺ミケユ的生計而成為暗殺者，善於使用骨斬包丁（即巨大的菜刀）。
善於料理，但因料理時表現太嚇人而不被聘請。
ミケユ
声 - ほたる
貓類獸人族，出身於大陸北方的霜籠の里，與イオル是義姊妺，是使用魔法書的魔導使。
リシュエンツェーリ・ラウロソ
声 - 愛遥花
人類，ラウロソ領的領主，別名為「雙盾姫」，作為重甲騎士亦能對自身四周使用神聖魔法。
ロズリーヌ・フラン
声 - 榊要
種族不明，是インフルース王国的操靈師，可捕捉和召喚靈體。
ミクシュアナ
声 - 花園めい
マーズテリア神殿所属天使，天使階級第六位，善於使用槍，能使用攻撃系和結界系的神聖魔術，可飛行。
因被禁足「神響の霞廊」而以調査該聖地為目標。
ディートヘルム
声 - 野☆球
人類，是出身於インフルース王国的鍛梁師，水闘獣的針團長，主角アヴァロ的師父，善於使用機軸弩，能做出超遠距離的精準射撃。
カトリト
声 - 木ノ下やや
龍族的末裔，生於雷府の雲海，因父親去世而被逼害，逃跑到遠方，平時外貎為小女孩，可變身成龍。
ギルシュ・ルース
声 - 星野カズマ
人類，インフルース王国的第三王子，同時亦是龍鱷騎士團的團長，使用雙劍為武器。
人格低劣，為求達到目的不惜犧牲自己的國民。
ヴァーツラフ・ガイダル
声 - 眉墨敏郎
人類，ガイダル商會的會長，作為呪封師善於使用暗黒魔法。
流燐結騎
声 - 古河徹人
治理水的上位精霊，可飛行。
溶燐結騎
声 - ジャック・ライヤー
治理火的上位精霊。
嵐燐結騎
声 - 月野きいろ
治理風的上位精霊，可飛行。
華燐結騎
声 - 秋野花
治理土的上位精霊。
魔神ベリアル
声 - 卯衣
魔神フォルネウス
声 - 小林由依

## 工作人員
- 角色設計、原畫：夜ノみつき、やくり、うろ
- 劇本：花咲樹木、藤原組長、八雲意宇
- BGM：Emotional Union

## 主題曲
主題曲「infinite knots」
作詞：松長暁生，作曲、編曲：柳英一朗，歌：佐咲紗花
片尾曲「all my relations」
作詞：松長暁生，作曲、編曲：柳英一朗，歌：riya (eufonius)

## 評價
《天結Castle Meister》在日本美少女游戏与动画相关商品销售网站Getchu.com的2017年5月销量榜上排名第1名；6月排名第15名；全年排名第3名。在該網站舉辦的美少女遊戲大賞2017中獲得綜合部門第10名、系統部門第1名。

## 外部連結
- 天結いキャッスルマイスター官方網站（页面存档备份，存于）（年齢限制）（日語）